# Bernd Kränzle

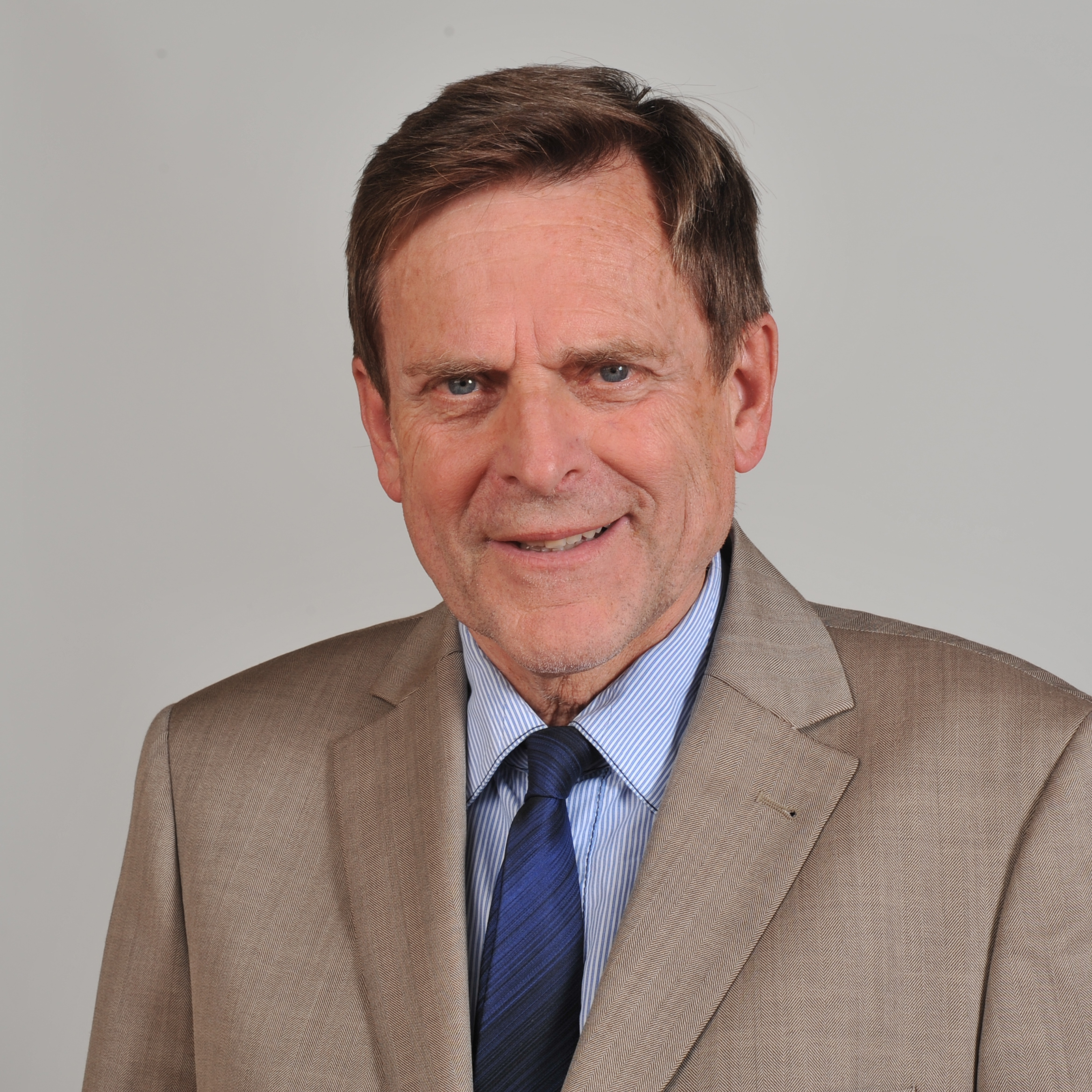
Bernd Kränzle (2012)

Bernd Kränzle (* 29. September 1942 in Augsburg) ist ein deutscher Jurist und Politiker (CSU). Von 1990 bis 2018 gehört er dem Bayerischen Landtag an, von 1993 bis 1998 war er als Staatssekretär Mitglied der Bayerischen Staatsregierung.

## Leben
Nach seinem Abitur studierte Kränzle von 1964 bis 1969 Volkswirtschaftslehre, Politische Wissenschaften und Rechtswissenschaften. Nach seinem zweiten juristischen Staatsexamen 1972 war er bis 1974 als Regierungsrat bei der Regierung von Schwaben beschäftigt und wechselte dann als Landesanwalt ans Verwaltungsgericht Augsburg. 1976 wurde er als Personal-, Ordnungs- und Stiftungsreferent zum berufsmäßigen Stadtrat der Stadt Augsburg berufen und war bis zu seiner Rückkehr als Oberlandesanwalt ans VG Augsburg 1984 als solcher tätig.
Seine politische Karriere startete Kränzle in der Jungen Union, deren Bezirksvorsitzender für Augsburg er von 1967 bis 1969 war. 1972 wurde er zum Augsburger Ortsvorsitzenden der CSU und in den Augsburger Stadtrat gewählt. Von 1989 bis 2009 war Kränzle Bezirksvorsitzender der CSU Augsburg, seit 1990 Mitglied des Bayerischen Landtags. Im Juni 1993 wurde er als Staatssekretär im Bayerischen Staatsministerium für Unterricht, Kultus, Wissenschaft und Kunst in die Bayerische Staatsregierung berufen und wechselte 1994 als Staatssekretär ins Bayerischen Staatsministerium der Justiz. Dieses Amt bekleidete er bis 1998, seither ist er wieder einfaches Landtagsmitglied und arbeitet als Mitglied des Ausschusses für Hochschule, Forschung und Kultur. Seit 2000 ist Kränzle zudem ehrenamtlicher Vizepräsident des Bayerischen Landes-Sportverbandes.
Im Juni 2013 versuchte er gemeinsam mit dem Augsburger CSU-Kreisvorsitzenden Rolf von Hohenhau, eine Rentnerin bei Androhung einer Vertragsstrafe von 5000 Euro zum Widerruf eines Leserbriefes zu zwingen, der Zustände innerhalb der Augsburger CSU kritisiert hatte. Dies brachte ihnen den Vorwurf ein, die Meinungsfreiheit nicht zu achten und missliebige Kritiker mundtot machen zu wollen. Die beiden bedauerten daraufhin ihr Vorgehen.
Kränzle vertrat den Stimmkreis Augsburg-Stadt-Ost (Wahlkreis Schwaben) im Landtag.
Seit 1. Mai 2020 ist er ehrenamtlicher dritter Bürgermeister der Stadt Augsburg.
Bernd Kränzle ist verheiratet und hat zwei Kinder.

## Auszeichnungen
- Bundesverdienstkreuz am Bande (2001)
- Bayerischer Verdienstorden (verliehen 12. Juli 2004)
- Bayerische Verfassungsmedaille